# Alfred Scheiwiler
Alfred Scheiwiler (Gossau, 4 februari 1956) is een Zwitsers voormalig voetballer die speelde als middenvelder.

## Carrière
Scheiwiler speelde tussen 1975 en 1985 voor FC Zürich, FC St. Gallen en Lausanne-Sport.
Hij maakte in 1975 zijn debuut voor Zwitserland, hij speelde in totaal 14 interlands en kon een keer scoren tegen Engeland.